# Courtieux

Courtieux este o comună în departamentul Oise, Franța. În 2009 avea o populație de 187 de locuitori.